# Kazuo Hara
Kazuo Hara (原一男, Hara Kazuo), né le 8 juin 1945, est un réalisateur japonais de documentaires. Il s’intéresse particulièrement aux concepts d'individualisme, d’obéissance et de rapport aux autorités.

## Biographie
Kazuo Hara est né le 8 juin 1945 à Ube, dans la préfecture de Yamaguchi au Japon.
Il remporte le prix du meilleur réalisateur de la 12e édition des Hōchi Film Awards et de la 9e édition du festival du film de Yokohama pour L'armée de l'empereur s'avance. Ce film lui vaut également de remporter le  prix des nouveaux réalisateurs de la Directors Guild of Japan. D'après Clément Rauger, « son approche est effectivement singulière et reconnaissable entre toutes puisque sa caméra ne se contente pas simplement de capter des paroles ou des faits mais participe, interagit avec ses sujets. Son approche du Japon se situe sans doute dans sa manière de tenir la caméra, minimisant son rôle afin de responsabiliser ses personnages, lesquels se réapproprient leur propre histoire ».
En 2017, après de longues années d’absence, Kazuo Hara redonne la parole aux couches les plus fragilisées de la société japonaise, Sennan Asbestos Disaster retrace huit années de l’action en justice visant à obtenir une indemnisation de l’État pour les victimes de dommages liés à l’amiante dans la ville de Sennan, non loin de l’aéroport international du Kansai.

## Filmographie

### Documentaires
- 1972 : Goodbye CP (さようならCP, Sayōnara CP?)[7].
- 1974 : Extreme Private Eros: Love Song 1974 (極私的エロス 恋歌1974, Kyokushiteki Erosu: Renka 1974?)[7].
- 1987 : L'armée de l'empereur s'avance (ゆきゆきて、神軍, Yuki yukite shingun?)[8]
- 1994 : A Dedicated Life (全身小説家, Zenshin shōsetsuka?)
- 1999 : My Mishima (わたしの見島, Watashi no Mishima?)
- 2017 : Sennan Asbestos Disaster (ニッポン国VS泉南石綿村, Nippon koku vs Sennan ishiwata mura?)[6]
- 2019 : Reiwa Uprising (れいわ一揆, Rei wa ikki?)

### Fiction
- 2005 : The Many Faces of Chika (またの日の知華, Mata no hi no Chika?)[1]

## Distinctions
Sauf indication contraire, les informations mentionnées dans cette section peuvent être confirmées par la base de données cinématographiques IMDb,  présente dans la section « Liens externes ».

### Récompenses
- 1986 : prix du nouveau réalisateur de la Directors Guild of Japan pour L'armée de l'empereur s'avance[9]
- 1987 : prix Caligari[10] à la Berlinale
- 1988 : prix Mainichi du meilleur réalisateur pour L'armée de l'empereur s'avance[11]
- 1988 : prix Blue Ribbon du meilleur réalisateur pour L'armée de l'empereur s'avance[12]
- 1988 : prix du cinéma du réel pour L'armée de l'empereur s'avance[13],[14]
- 1988 : prix du meilleur réalisateur au Festival du film de Yokohama pour L'armée de l'empereur s'avance
- 1988 : prix Kinema Junpō des lecteurs du meilleur film pour L'armée de l'empereur s'avance[15]
- 1988 : prix KNF au festival international du film de Rotterdam pour L'armée de l'empereur s'avance
- 1994 : Hōchi Film Award du meilleur film pour A Dedicated Life
- 1995 : prix Kinema Junpō du meilleur film pour A Dedicated Life
- 1995 : prix Kinema Junpō du meilleur réalisateur pour A Dedicated Life
- 1995 : prix Mainichi du meilleur film pour A Dedicated Life[16]
- 1995 : prix spécial à la Japan Academy Prize[17]

### Sélection
- 1989 : Prix du meilleur film documentaire pour L'armée de l'empereur s'avance par la Los Angeles Film Critics Association